# Kapazitätsmultiplizierer
Ein Kapazitätsmultiplizierer ist eine elektronische Schaltung, deren elektrische Kapazität vielfach höher oder niedriger als die Kapazität des in ihr verbauten Kondensators ist, so dass ein Kondensator anderer Kapazität entsteht. Es handelt sich um eine Vervielfachung einer bestehenden Kapazität Cc mit einem konstanten Faktor k, um so die höhere Kapazität C zu bilden:
{\displaystyle C=k\cdot C_{c}}

Kapazitätsmultiplizierer mit Transistor

Kapazitätsmultiplizierer mit Operationsverstärker

Der Kapazitätsmultiplizierer ist daher im idealen Fall ein positiver Impedanzkonverter (PIC).
Dabei kann als Multiplikator ein Bipolartransistor Q mit dem Stromverstärkungsfaktor β verwendet werden:
{\displaystyle C=\beta _{Q}\cdot C_{1}}
Alternativ kann auch ein Operationsverstärker mit folgender Beziehung zum Einsatz kommen:
{\displaystyle C={\frac {R_{1}+R_{2}}{R_{2}}}\cdot C_{1}}
Kapazitätsmultiplizierer eignen sich beispielsweise, um eine besonders stabile Gleichspannung bei geringem Aufwand zu erzeugen, wobei einige nicht ideale Eigenschaften eines Kondensators entfallen.